# Tống Hưu công
Tống Hưu công (chữ Hán: 宋休公; trị vì: 385 TCN-363 TCN hay 399 TCN-377 TCN), tên thật là Tử Điền (子田), là vị vua thứ 31 hay 32 của nước Tống – chư hầu nhà Chu trong lịch sử Trung Quốc.
Ông là con trai của Tống Điệu công- vị vua thứ 30 hay 31 của nước Tống. Năm 385 TCN (hay 399 TCN), Tống Điệu công mất, Tử Điền lên làm vua, tức Tống Hưu công.
Sử ký không ghi rõ những hành trạng của ông trong thời gian ở ngôi.
Năm 363 TCN (hay 377 TCN), Tống Hưu công mất. Con ông là Tử Tích Binh lên nối ngôi, tức Tống Hoàn công.